# Fernando Martina
Fernando Martina (Las Junturas, Córdoba, 10 de mayo de 1981) es un jugador de baloncesto argentino que se desempeña en la posición de pívot. Realizó una larga carrera como profesional en su país, jugando en clubes de diversas categorías. Fue campeón de la temporada 2015-16 de la Liga Nacional de Básquet con San Lorenzo y de la temporada 2021-22 de La Liga Argentina con Independiente de Oliva.
Es hermano del también baloncestista Lucas Martina.

## Trayectoria deportiva

### Carrera en el TNA
Martina integró el equipo de Argentino de Junín en la temporada 2002-03 del Torneo Nacional de Ascenso. En esa ocasión los juninenses alcanzaron la final del certamen, pero cayeron derrotados ante Central Entrerriano. A pesar de perder esa final, Argentino también logró el ascenso.
En la siguiente temporada, la 2003-04, fue cedido a Independiente de General Pico. Tras un año en el club pampeano en la que actuó en 30 partidos con un promedio de juego de 12.5 minutos, regresó a Junín pero para disputar el temporada 2004-05 del TNA con Ciclista Juninense. Tras subcampeonar con el equipo juninense y lograr el ascenso, Martina sería confirmado por el club para una nueva temporada, pero esta vez en la máxima categoría del baloncesto profesional argentino.

### Carrera en la LNB
Martina debutó en la Liga Nacional de Básquet en la temporada 2005-06 de la misma, en un encuentro entre Ciclista Juninense y Deportivo Madryn. 
En 2007 dejó a los juninenses y fichó con Central Entrerriano, donde jugó la temporada 2007-08 de la LNB. En 44 encuentros registró marcas de 10.2 puntos y 5.3 rebotes por partidos. 
En 2008 pasó a Obras Sanitarias, donde jugó el campeonato nacional de esa temporada y disputó además la Liga Sudamericana 2009, aunque actuando en ambos torneos como suplente. 
Al culminar la temporada 2009-10 pasó a integrar el plantel de Boca Juniors, donde estuvo tres años (los dos primeros como el pívot titular del equipo, y el último como suplente de Derrick Alston).
En 2012 cambia de equipo y ficha por Lanús, contribuyendo desde la banca en que el equipo alcanzara la final del certamen local y de la Liga de las Américas 2013, aunque sin poder imponerse en ninguna de las dos. Al año siguiente se incorporó a Regatas Corrientes, club que le daría la titularidad. Esa temporada los correntinos alcanzaron la final pero cayeron derrotados ante Peñarol, por lo que Martina terminó convirtiéndose en un jugador que perdió dos finales consecutivas de la LNB con dos equipos distintos. Más allá de ello, su campaña fue estupenda desde la producción personal, por lo que terminaría siendo reconocido como el Jugador de Mayor Progreso de 2014.
El pívot llegaría a La Unión de Formosa en agosto de 2014, jugando una temporada en la que promediaría 15.1 puntos, 8 rebotes y 1.1 asistencias por partido en 48 encuentros, los mejores números de su carrera en la LNB. 
Gracias a ello en 2015 fue incorporado al ambicioso proyecto de San Lorenzo. Con ese equipo jugaría su tercera final de la LNB, esta vez consagrándose campeón de la temporada.
Tras conseguir el título, San Lorenzo decidió renovar su plantel, por lo que Martina -que era suplente en el equipo capitalino- quedó como agente libre. En consecuencia el pívot arregló su retorno a Regatas Corrientes, siendo así el comienzo de su segundo ciclo en la institución correntina, el cual se extendería por dos años.
Atenas lo incorporó como ficha mayor para la temporada 2018-19, dándole mucho protagonismo en el equipo. De todos modos la campaña colectiva fue desastrosa para el club cordobés, logrando evitar la pérdida de la categoría a último momento tras vencer a Quilmes en las series de playouts.

### Independiente de Oliva
Aunque era un jugador veterano, se esperaba que para el comienzo de la temporada 2019-20 el pívot fichara con algún equipo de la Liga Nacional de Básquet. Sin embargo sorprendió al incorporarse a Independiente de Oliva, que en ese momento disputaba el Torneo Federal de Básquetbol, la tercera categoría del baloncesto profesional argentino.
Martina lideró en la cancha a ese club que más tarde conseguiría una plaza en La Liga Argentina, consagrándose campeón del torneo al término de la temporada 2021-22 -lo que implicó además conseguir el ascenso a la Liga Nacional de Básquet. 
Con 41 años ya cumplidos, el pívot renovó su contrato por un año más con Independiente de Oliva, oficializando así su regreso a la máxima categoría del baloncesto profesional argentino. Esa sería su última experiencia como profesional, disputando 38 partidos en los que promedió 12,2 puntos y 5,3 rebotes por encuentro. 

### Clubes
| Club                   | País      | Año           |
| ---------------------- | --------- | ------------- |
| Argentino de Junín     | Argentina | 2002 – 2003   |
| Independiente (GP)     | Argentina | 2003 – 2004   |
| Ciclista Juninense     | Argentina | 2004 – 2007   |
| Central Entrerriano    | Argentina | 2007 – 2008   |
| Obras Sanitarias       | Argentina | 2008 – 2009   |
| Boca Juniors           | Argentina | 2009 – 2012   |
| Lanús                  | Argentina | 2012 – 2013   |
| Regatas Corrientes     | Argentina | 2013 – 2014   |
| La Unión de Formosa    | Argentina | 2014 – 2015   |
| San Lorenzo            | Argentina | 2015 – 2016   |
| Regatas Corrientes     | Argentina | 2016-2018     |
| Atenas                 | Argentina | 2018-2019     |
| Independiente de Oliva | Argentina | 2019-2023     |
| Unión de Oncativo      | Argentina | 2025-presente |

## Estadísticas

### En clubes
| Equipo              | Temporada/ Torneo | PJ | Pts | Min  | Dobles | Dobles | Triples | Triples | Libres | Libres | Rebotes | Rebotes | As |
| Equipo              | Temporada/ Torneo | PJ | Pts | Min  | C      | L      | C       | L       | C      | L      | Def     | Of      | As |
| ------------------- | ----------------- | -- | --- | ---- | ------ | ------ | ------- | ------- | ------ | ------ | ------- | ------- | -- |
| Argentino (J)       | TNA 2002-03       | —  | —   | —    | —      | —      | —       | —       | —      | —      | —       | —       | —  |
| Independiente (GP)  | TNA 2003-04       | —  | —   | —    | —      | —      | —       | —       | —      | —      | —       | —       | —  |
| Ciclista Juninense  | TNA 2004-05       | —  | —   | —    | —      | —      | —       | —       | —      | —      | —       | —       | —  |
| Ciclista Juninense  | LNB 2005-06       | 40 | 373 | 775  | 136    | 252    | 0       | 2       | 101    | 153    | 154     | 62      | 19 |
| Ciclista Juninense  | LNB 2006-07       | 41 | 420 | 879  | 171    | 259    | 0       | 6       | 78     | 135    | 163     | 76      | 10 |
| Central Entrerriano | LNB 2007-08       | 44 | 447 | 940  | 178    | 311    | 0       | 1       | 91     | 154    | 133     | 98      | 26 |
| Obras Sanitarias    | LNB 2008-09       | 47 | 315 | 799  | 127    | 197    | 0       | 1       | 61     | 129    | 134     | 49      | 18 |
| Obras Sanitarias    | LSC 2009          | 3  | 29  | 54   | 12     | 19     | 0       | 0       | 5      | 9      | 4       | 9       | 0  |
| Boca Juniors        | LNB 2009-10       | 50 | 432 | 1053 | 185    | 312    | 0       | 3       | 62     | 138    | 177     | 105     | 17 |
| Boca Juniors        | LNB 2010-11       | 47 | 499 | 1066 | 205    | 359    | 1       | 2       | 86     | 169    | 191     | 111     | 22 |
| Boca Juniors        | LSC 2010          | 7  | 88  | 176  | 34     | 59     | 0       | 2       | 20     | 44     | 25      | 19      | 11 |
| Boca Juniors        | LNB 2011-12       | 48 | 305 | 622  | 126    | 195    | 0       | 2       | 53     | 123    | 111     | 49      | 6  |
| Lanús               | LNB 2012-13       | 56 | 415 | 904  | 166    | 293    | 0       | 1       | 83     | 177    | 156     | 71      | 26 |
| Lanús               | LdA 2013          | 9  | 79  | 142  | 35     | 50     | 0       | 0       | 9      | 25     | 26      | 13      | 2  |
| Regatas Corrientes  | LNB 2013-14       | 53 | 597 | 1124 | 249    | 384    | 0       | 2       | 99     | 204    | 244     | 83      | 46 |
| La Unión de Formosa | LNB 2014-15       | 48 | 723 | 1401 | 297    | 471    | 1       | 1       | 126    | 225    | 296     | 87      | 52 |
| San Lorenzo (BA)    | LNB 2015-16       | 54 | 431 |      | 177    | 322    | 0       | 3       | 77     | 169    | 157     | 72      | 24 |
| Regatas Corrientes  | LNB 2016-17       |    |     |      |        |        |         |         |        |        |         |         |    |

## Palmarés

### Torneos nacionales
- Campeón en la Liga Nacional de Básquet 2015-16 con San Lorenzo de Bueno Aires.

### Distinciones individuales
- Jugador de Mayor Progreso en la Liga Nacional de Básquet 2013-14.